# Harri Rovanperä

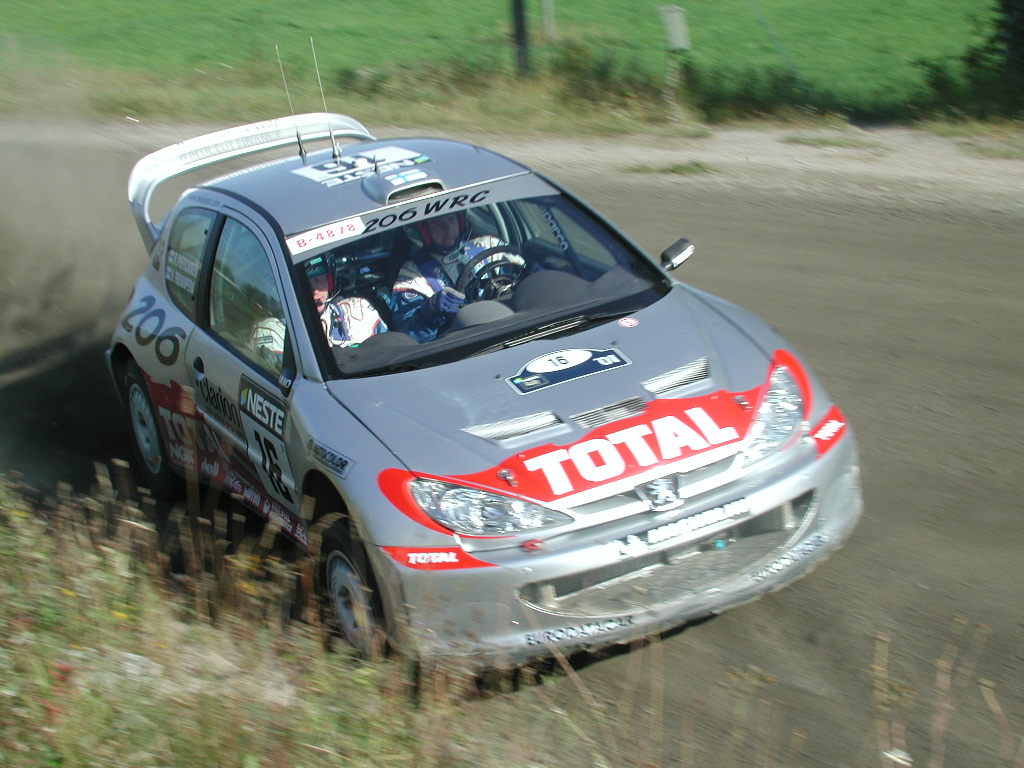
2001-ben a Finn ralin

Harri "Rovis" Rovanperä (Jyväskylä, 1966. április 8. –) finn raliversenyző.

## Pályafutása
Az 1993-as finn ralin debütált a világbajnokság mezőnyében. 1993 és 2006 között száztizenegy világbajnoki versenyen vett részt, ez idő alatt egy győzelmet szerzett, tizenöt alkalommal állt dobogón, és hetvenhét szakaszon lett első. Karrierje során több gyári csapat alkalmazásában állt, ezek: SEAT, Peugeot, Mitsubishi, Škoda. A 2001-es svéd rali szerezte pályafutása egyetlen világbajnoki győzelmét. Legjobb összetett világbajnoki helyezését a 2001-es szezonban érte el, amikor is az ötödik helyen zárt.

### Rali-világbajnoki győzelem
| #  | Dátum              | Rali      | Navigátor         | Autó            | Összefoglaló |
| -- | ------------------ | --------- | ----------------- | --------------- | ------------ |
| 1. | 2001. február 8-11 | Svéd rali | Risto Pietiläinen | Peugeot 206 WRC | Összefoglaló |

## Külső hivatkozások
- Rovanperä hivatalos honlapja
- Profilja a rallybase.nl honlapon